# 拉钦河
拉钦河是提斯塔河的一条支流，位于印度境内。 它和拉冲河是提斯塔河的两条主要支流， 两河于北锡金县的Chungthang交汇。